# 原乙酸三乙酯
原乙酸三乙酯是一种有机化合物，化学式CH3C(OC2H5)3，属于原酸酯，常温常压下为无色油状液体，在有机合成中用于乙醯化，也用于强生-克莱森重排反应。